# Califato abasí de El Cairo
El Califato abasí de El Cairo fue el sucesor del Califato de Bagdad, fundado por un miembro de la dinastía que pudo huir a Egipto tras la conquista mongola de Bagdad. Esta rama de los abasíes, meros figurones bajo el dominio de los sultanes mamelucos, se mantuvo hasta el año 1517, en el que el triunfante sultán otomano, Selim I, conquistó Egipto y conminó al último abasí, Al-Mutawakkil III, a cederle formalmente el título del califa.

## Califas abasíes de El Cairo
- Al-Mustánsir II (1261-1262)
- Al-Hákim I (El Cairo) (1262-1302)
- Al-Mustakfi I (El Cairo) (1303-1340)
- Al-Wáthiq I (1340-1341)
- Al-Hákim II (1341-1352)
- Al-Mu'tádid I (1352-1362)
- Al-Mutawákkil I (1362-1383)
- Al-Wáthiq II (1383-1386)
- Al-Mu'tásim (1386-1389)
- Al-Mutawákkil I (restaurado) (1389-1406)
- Al-Musta'ín (1406-1414)
- Al-Mu'tádid II (1414-1441)
- Al-Mustakfi II (1441-1451)
- Al-Qa'im (1451-1455)
- Al-Mustányid (1455-1479)
- Al-Mutawákkil II (1479-1497)
- Al-Mustamsik (1497-1508)
- Al-Mutawákkil III (1508-1516)
- Al-Mustamsik (1516-1517)
- Al-Mutawákkil III (restaurado) (1517)

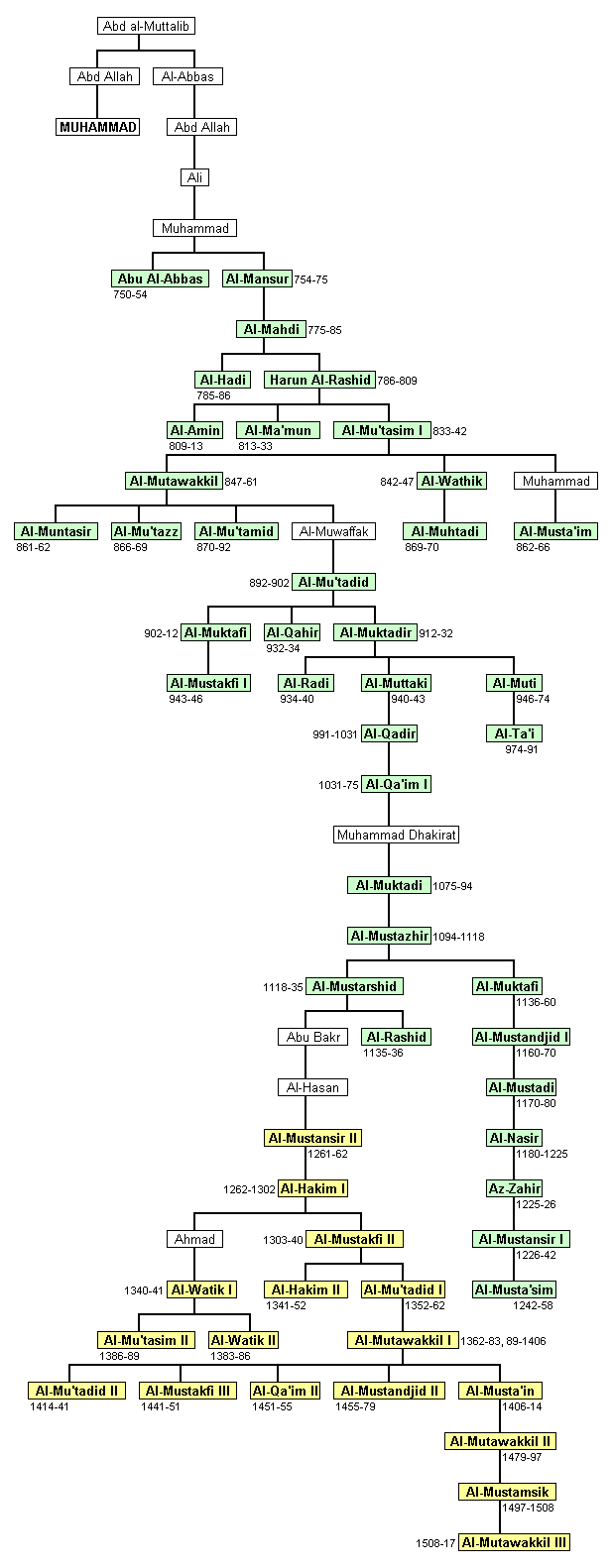
Árbol genealógico de la familia abasí. En verde, los califas abasíes de Bagdad. En amarillo, los califas abasíes de El Cairo. Se incluye el parentesco de los abasíes con el profeta Mahoma, señalado en mayúsculas.

- Datos: Q5740166